# Mike Lawrence
Mike Lawrence (* 3. Dezember 1945 in Yonkers; † 1. Januar 1983 in New York City) war ein US-amerikanischer Fusion- und Jazztrompeter.
Lawrence lernte ab sieben Jahren Trompete und studierte an der University of North Texas, Denton. In der New Yorker Jazzszene trat er in Clubs wie Slug’s Saloon und Minton’s Playhouse auf, wo er von Joe Henderson entdeckt und in den späten 1960er-Jahren in dessen  Band geholt wurde, zu hören auf dessen Alben The Kicker (1967) und Power to the People (1969). Ferner spielte er bei Gil Evans (Blues in Orbit, 1969), Machito sowie 1973 mit Roswell Rudd und dem Jazz Composer’s Orchestra (Numatik Swing Band). Mit Larry Coryell und dessen Band Eleventh House trat er auf dem Montreux Jazz Festival 1974 auf (Mitschnitt).
In den späten 1970er-Jahren wirkte Lawrence noch bei Aufnahmen von Chuck Israels’ National Jazz Ensemble, Zbigniew Seifert, José Mangual, Hank Crawford und Bob James mit; 1977 war er Mitglied der All-Stars-Formation The Second All Star Trumpet Spectacular (u. a. mit  John D’Earth, John Eckert, Tom Harrell, Danny Hayes, Waymon Reed). In den späten 70ern trat er außerdem im New Yorker Jazzclub Seventh Avenue South auf.  Im Bereich des Jazz war er zwischen 1967 und ca. 1980 an rund vierzig Aufnahmesessions beteiligt. Lawrence starb im Alter von 37 Jahren an den Folgen einer Krebserkrankung. 1987 erschien posthum das Album Nightwind, das er u. a. mit Steve  Gadd, Will Lee, Hiram Bullock, Dave Weckl, Herbie Hancock und Bob James in seinen letzten Lebensjahren eingespielt hatte.